# Brane Kastelic
Brane Kastelic, slovenski novinar, kolumnist in dopisnik iz Londona, *1954.
Brane Kastelic je novinarstvo študiral na tedanji Fakulteti za sociologijo, politične vede in novinarstvo (danes Fakulteta za družbene vede). V London se je preselil, ko je bil med študijem leta 1984 na BBC-jevi avdiciji v Zagrebu izbran med več kot 80 kandidati. Kot dopisnik iz Londona dela za časopis Dnevnik, do leta 2025 je bil dopisnik tudi za televizijsko hišo POP TV. Znan je tudi kot pisec erotičnih zgodb.

## Zasebno življenje
Je oče treh otrok.